# 立陶宛白豬
立陶宛白豬是產於立陶宛的一個家豬品種，為20世紀中由立陶宛土產豬和大白豬等品種的豬交配後，經人為選種而產生，為全身白色的中型豬隻。此品種一度為立陶宛境內主要家豬的品種之一，但今純系的立陶宛白豬已不多，已有保種計畫以維持其純系。

## 形態與生長
立陶宛白豬受大白豬影響很大，形態、生長與產出都與其相似，為一中型品種，全身為白色，公豬約重300公斤，體長約170公分；母豬約重220公斤，體長約160公分；耳約長20公分，尾約長40公分，有7對乳頭，母豬一胎一般產下9或10隻小豬，小豬約重1.3公斤。此品種生長速度比立陶宛土產豬快，對環境適應力強；屠宰率約為76%，瘦肉率約為50%。

## 歷史
立陶宛白豬為20世紀時由蘇聯育種專家將立陶宛土產豬與大白豬、德國短耳豬、德國長白豬與巴克夏猪等品種交配後，經人擇育種選出，1967年獲認證為一品種，此品種在立陶宛的數量僅次於大白豬，1980年已有超過百萬頭。1983年立陶宛農業研究所（今立陶宛農業與林業科學研究所）實驗農場的一隻母立陶宛白豬斯米爾加3350（Smilga 3350）獲得了育種比賽的冠軍，一胎產下12隻小豬，且小豬體重成長迅速。
蘇聯晚期時立陶宛白豬可分為五大族群，分別由立陶宛苏维埃社会主义共和国各地約3到5個育種中心和農場飼養，其中有一個族群引入瑞典約克夏豬混種，有一個族群引入長白豬混種。另外此品種的豬也在格鲁吉亚、哈薩克、白俄羅斯、土庫曼、摩爾多瓦和俄羅斯等蘇聯各地的育種中心和農場進行進一步的品種改良，以改善其肉質與生長狀況。立陶宛白豬雖曾為立陶宛主要的家豬品種，但如今純系的立陶宛白豬也已不多，2003年許多繁殖場中純系的公豬皆被閹割，使純系的數目快速下降，截至2017年共有3座農場養殖立陶宛白豬，包括93頭母豬與19頭公豬。目前此品種與立陶宛土產豬一樣有保種計劃以維持其純系，於1999年起由立陶宛獸醫學院（今屬立陶宛醫學院）畜牧研究所展開保種行動。
過去立陶宛白豬與立陶宛土產豬一樣常被製成培根，且比後者更常被使用。